# Universal USB Installer
Az Universal USB Installer egy ingyenes, nyílt forráskódú program Windowsra, amivel GNU/Linux operációs rendszerek telepítőjét az internetről le lehet tölteni, és fel lehet másolni egy pendrive-ra. Letöltés után azonnal használható, a programnak nincs szüksége telepítésre. A használata egyszerű: első lépésként egy legördülő listából kiválasztjuk a telepítendő rendszert, második lépésként betallózzuk a letöltött ISO fájlt. Harmadik lépésként pedig kiválasztjuk a pendrive meghajtóját.